# HARVEST 〜LIVE SEED FOLKS Special in 葛飾 2014〜
『HARVEST 〜LIVE SEED FOLKS Special in 葛飾 2014〜』（ハーベスト～ライブ・シード・フォークス・スペシャル・イン・カツシカ 2014～）は、山崎まさよし通算５枚目のライブ・アルバム。2015年4月22日発売。発売・販売元はAugument Records。規格品番はXNAU00005/6。

## 解説
2014年4月26日に東京・かつしかシンフォニーヒルズのモーツァルトホールにて行われたライブ『LIVE SEED FOLKS Special in かつしか』を収録したライブ・アルバム。同ライブ音源は、2014年5月28日に自身初のハイレゾ・ライブ音源として配信され、歌手デビュー20周年となる2015年の第1弾リリースとして4月22日にCDアルバムが発売された。
『SEED FOLKS Special』は2012年から2014年にかけて行われた全国ツアー『SEED FOLKS』のスペシャル版であり、山崎まさよしのギター・ピアノの弾き語りと室屋光一郎ストリングス（1st Violin：室屋光一郎、2nd Violin：伊藤彩、Viora：榎戸崇浩、Cello：堀沢真己）による弦楽四重奏のみで演奏された。全曲がストリングアレンジされており、「YAMAZAKI MASAYOSHI ARENA 2005」や「YAMAZAKI MASAYOSHI Concert at SUNTORY HALL」などでオーケストラの指揮および編曲を担当した服部隆之が編曲を行っている。山崎まさよしと室屋光一郎ストリングスは、2014年の「LIVE SEED FOLKS Special」以降も、2015年に「Yamazaki Masayoshi Strings Quartet "HARVEST"」、2018年に「BANQUET TOUR」などの全国ツアーを開催している。
ライブ会場およびファンクラブ会員限定販売の豪華版では、2014年5月28日に配信された同音源のハイレゾ音源ダウンロードカードと、フルカラーフォトブックが同梱された。また、ファンクラブ会員限定の特典として、2015年4月24日から開催された「Yamazaki Mayayoshi Strings Quartet "HARVEST"」の各会場のMCが聴ける特設ページへのURLが記載されたポストカードが同梱された。

## 収録曲
- Disc 2 Track10を除き、全曲作詞・作曲: 山崎将義、編曲：服部隆之

| Disc   | Track | 曲名                           | 演奏時間 |
| Disc 1 | 01    | 星空ギター                     | 4分25秒  |
| Disc 1 | 02    | アフロディーテ                 | 4分37秒  |
| Disc 1 | 03    | ベンジャミン                   | 4分9秒   |
| Disc 1 | 04    | やわらかい月                   | 3分58秒  |
| Disc 1 | 05    | ツバメ                         | 4分5秒   |
| Disc 1 | 06    | 花火                           | 4分34秒  |
| Disc 1 | 07    | メヌエット                     | 4分32秒  |
| Disc 1 | 08    | 僕はここにいる                 | 5分19秒  |
| Disc   | Track | 曲名                           | 演奏時間 |
| Disc 2 | 01    | 中華料理                       | 4分10秒  |
| Disc 2 | 02    | アルタイルの涙                 | 4分13秒  |
| Disc 2 | 03    | コイン                         | 3分31秒  |
| Disc 2 | 04    | Flowers                        | 4分11秒  |
| Disc 2 | 05    | ド ミ ノ                       | 6分4秒   |
| Disc 2 | 06    | 晴男                           | 6分4秒   |
| Disc 2 | 07    | ア・リ・ガ・ト                 | 4分15秒  |
| Disc 2 | 08    | One more time, one more chance | 5分44秒  |
| Disc 2 | 09    | 心の手紙                       | 4分24秒  |
| Disc 2 | 10    | Daydream Believer              | 3分57秒  |
| Disc 2 | 11    | 道                             | 4分34秒  |

## SEED FOLKS Special
「種を蒔く人」をコンセプトとする「SEED FOLKS」のスペシャル版(弦カルテットとのアコースティックスペシャルライブ)として開催された。
|   | 日程       | 公演会場                                                                          |
| 1 | 2013.12.22 | 神奈川県立音楽堂 木のホール                                                       |
| 2 | 2014.04.11 | NEC フィールディング世界遺産劇場-第24回 醍醐寺- 京都 総本山醍醐寺・宝聚院(霊宝館) |
| 3 | 2014.04.12 | NEC フィールディング世界遺産劇場-第24回 醍醐寺- 京都 総本山醍醐寺・宝聚院(霊宝館) |
| 4 | 2014.04.26 | かつしかシンフォニーヒルズ モーツァルトホール                                     |